# GEOmix
GEOmix je glasilo Društva mladih geografov Slovenije, ki obravnava tako družbenogeografske kot fizičnogeografske teme. V njej se objavljajo geografski strokovni članki na tematiko določene številke (t. i. sredica), poleg tega pa tudi potopisi, poročila o študentskih izmenjavah, kongresih, geografskih vesteh in zanimivostih ter strokovni geografski članki poljubnih drugih tematik. Revija je prostodostopna v digitalni obliki na uradni spletni strani DMGS. 

## Zgodovina
Že od leta 1994 jo izdaja Društvo mladih geografov Slovenije (DMGS). Uredniški odbor se menja hkrati z upravnim odborom društva, to je na vsaki dve leti. 

## Koncept revije
GEOmix je namenjen vsem, ki jih profesionalno ali ljubiteljsko zanima področje geografije. V njem so objavljeni prispevki o društvenih dejavnostih DMGS, poročila iz različnih simpozijev, konferenc in drugih srečanj, potopisi, teksti o aktualnih geografskih tematikah, strokovni geografski članki, intervjuji ter razmišljanja.
Avtorji prispevkov so študenti geografije, poklicni geografi in ostali, ki jih geografija zgolj zanima. Uredništvo že od vsega začetka k pisanju in objavi potopisov, poljudnoznanstvenih, prvih strokovnih in vseh drugih člankov s področja geografije in sorodnih ved spodbuja predvsem študente.

## Formalne značilnosti
Revija je urejena v več vsebinskih sklopov:
- Uvodnik odgovornega urednika revije.
- Beseda predsednika DMGS.
- Drobtinice (društvene dejavnosti, poročila z izmenjav, kongresov, simpozijev ...).
- Sredica (strokovni članki na tematiko posamezne številke).
- Aktualno (geografske vesti in zanimivosti, geografski strokovni članki, ki se ne vežejo na dano tematiko).
- Kolumna (prosotor, kjer lahko študenti izražajo svoj pogled na aktualne tematike)
- Saj je res, pa ni (zabavni članki z izmišljeno geografsko vsebino)
- Kompas v roke in ... (potopisi)
- * Pod kekčevo kapo (posebna rubrika samo v septembrski številki 2024, v kateri je predstavljeno dogajanje na kongresu)

Revija izhaja v črnobelem tisku, barvne so le platnice in sredica. Poleg zbiranja člankov poteka z vsako novo številko tudi fotonatečaj na tematiko, zmagovalna fotografija pa nato krasi naslovnico. Druge izbrane fotografije so nanizane na notranjih straneh platnic. Članki niso honorirani.
Naklada se giblje od 150 do 500 izvodov na številko. 

## Tematike
| Leto | Maj                                                         | December                               |
| ---- | ----------------------------------------------------------- | -------------------------------------- |
| 2007 | Destinacija: VGO                                            | /                                      |
| 2008 | Destinacija: DMGS praznuje                                  | /                                      |
| 2009 | Kje geograf službo dobi?                                    | /                                      |
| 2010 | Recepti za pripravo DMGS                                    | Mednarodno leto biotske raznovrstnosti |
| 2011 | Prostovoljstvo                                              | Mednarodno leto gozdov                 |
| 2012 | Trajnostni razvoj in samooskrbnost                          | Verovanja in religije                  |
| 2013 | Podeželje v geografski perspektivi                          | Destinacija: Slovenija                 |
| 2014 | Didaktika geografije                                        | Naravne nesreče                        |
| 2015 | Uporabnost geografskih informacijskih sistemov v geografiji | Mednarodno leto prsti 2015             |
| 2016 | Mobilnost                                                   | Turizem                                |
| 2017 | Regionalni razvoj in regionalno planiranje                  | Naravne nesreče                        |
| 2018 | Meje in migracije*                                          | Gore                                   |
| 2019 | Geodiverziteta                                              | 100. obletnica oddelka za geografijo   |
| 2020 | Urbanizacija                                                | Daljinsko zaznavanje                   |
| 2021 | Energetika                                                  | Etnične manjšine                       |
| 2022 | Gozd                                                        | Podnebne spremembe                     |
| 2023 | Hrana                                                       | Kras                                   |
| 2024 | Trajnostni razvoj v Alpah*                                  | Mokrišča                               |

- opomba 1: Decembrska številka 2018 je dvojna in vključuje tako sredici »meje in migracije« kot »gore«.
- opomba 2: Prva številka 2024 je namesto maja izšla septembra zaradi organizacije aprilskega kongresa EMRC, o katerem je govorila številka.

## Uredniki
| Leto                | Odgovorni urednik |
| ------------------- | --- |
| 1994–maj 1996       | Gorazd Čad, Nejc Klemen, Tanja Vojska, Tatjana Sabo*                                                                     |
| jan. 1996           | Blaž Repe, Igor Mali, Irena Selak, Katja Vintar, Martina Pečnik, Uroš Košir*                                             |
| maj. 1996           | Špela Kumelj, Igor Mally, Aša Monsor, Martina Pečnik, Blaž Repe, Barbara Regina, Irena Selak, Katja Vintar, Matija Zorn* |
| dec. 1997–jan. 1998 | Martina Pečnik |
| maj 1998–dec. 1999  | Staša Mesec |
| apr. 2000–dec. 2000 | Berta Mrak |
| maj 2001–dec. 2001  | Alenka Sever |
| apr. 2002           | Berta Mrak, Naja Marot                                                                                                   |
| dec. 2002–maj 2004  | Naja Marot |
| dec. 2004–apr. 2006 | Kristina Herakovič |
| dec. 2006–maj 2008  | Anja Frišek |
| dec. 2008–maj 2010  | Jerneja Milost |
| dec. 2010–maj 2012  | Tea Erjavec |
| dec. 2012–maj 2014  | Borut Stojilković |
| dec. 2014–maj 2014  | Barbara Žabota |
| dec. 2016–maj 2018  | Peter Poljšak Klaus |
| dec. 2018–maj 2020  | Miha Sever |
| dec. 2020–maj 2022  | Jakob Jugovic |
| dec. 2022–okt. 2024 | Tina Raj |
| dec. 2024–          | Sara Jemec |

- opomba: Vlogo odgovornega urednika je opravljal celotni uredniški odbor.